# Cocco
코코(Cocco, こっこ, 1977년 1월 19일 ~ )는 일본의 여성 싱어송라이터이다. 오키나와현 나하시 출신이며, 오키나와 현립 카이호고등학교 운술과미술 출신이고, 스피드스타 레코드 소속이다.

## 내력
1997년 11월 21일 "Cocko"란 이름으로 인디 데뷔. 2004년엔 쿠루리의 키시타 시게루 등과 싱어 송어로 활동했다.
2008년 12월 13일엔 자신이 주연을 맡은 다큐멘터리 영화 《괜찮도록 -코코 끝나지 않는 여행-》이 개봉했다. 2009년 2월엔 작사·작곡을 맡은 알란의 싱글 《군조노타니》가 발매됐고, 9월엔 1년 10개월 만의 싱글 〈코코상노 다이도코로CD〉를 발매했다.

## 음반 목록

### 싱글
1. 코코산노다이도코로CD (こっこさんの台所CD 코코씨의 부엌[*], 2009년 9월 16일)

### 음반

#### 정규 음반
1. 부겐빌레아 (ブーゲンビリア, 1997년 5월 21일)
2. 구무이우타 (クムイウタ 자장가[*], 1998년 5월 13일)
3. 라푼젤 (ラプンツェル, 2000년 6월 14일)
4. 산쿠로즈 (サングローズ, 2001년 4월 18일)
5. 잔사이안 (ザンサイアン, 2006년 6월 21일)
6. 키라키라 (きらきら 반짝반짝[*], 2007년 7월 21일)

### 수필집
- 코코산노다이도코로 (2009년 8월 15일, 겐토샤)

### 출연 작품
- 립반윙클의 신부